# Dreiblatt-Binse
Die Dreiblatt-Binse (seit 2013 Oreojuncus trifidus (L.) Záv.Drábk. & Kirschner, Syn.: Juncus trifidus L.), auch als Dreispaltige Binse, Dreispaltige Bergbinse oder Gewöhnliche Bergbinse bezeichnet, gehört zur Familie der Binsengewächse (Juncaceae). Sie ist ein ausgesprochener Kältezeiger und kommt überwiegend in den höheren Regionen der Gebirge auf Felsen und in Felsspalten vor.

## Beschreibung

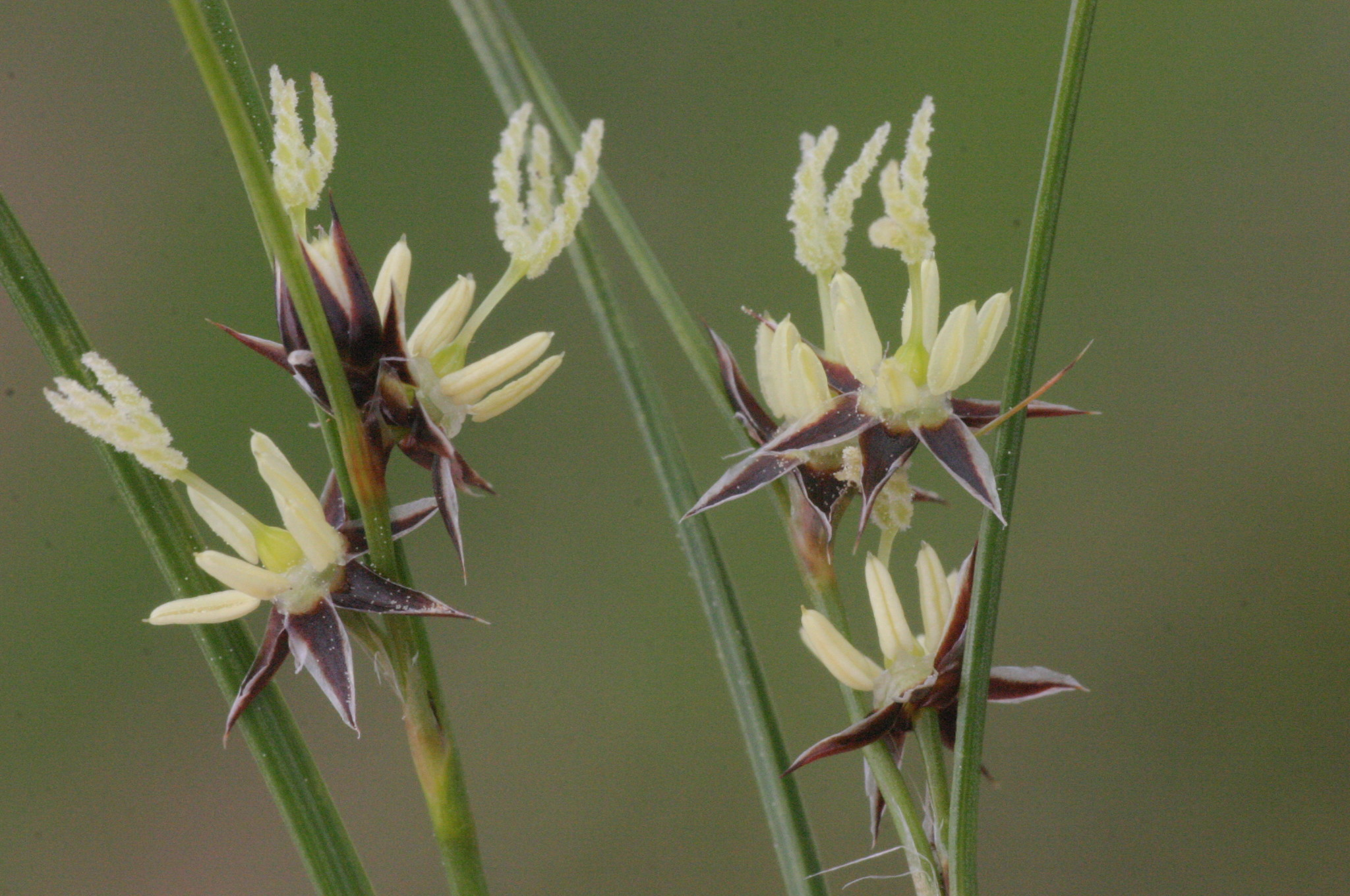
Blütenstand

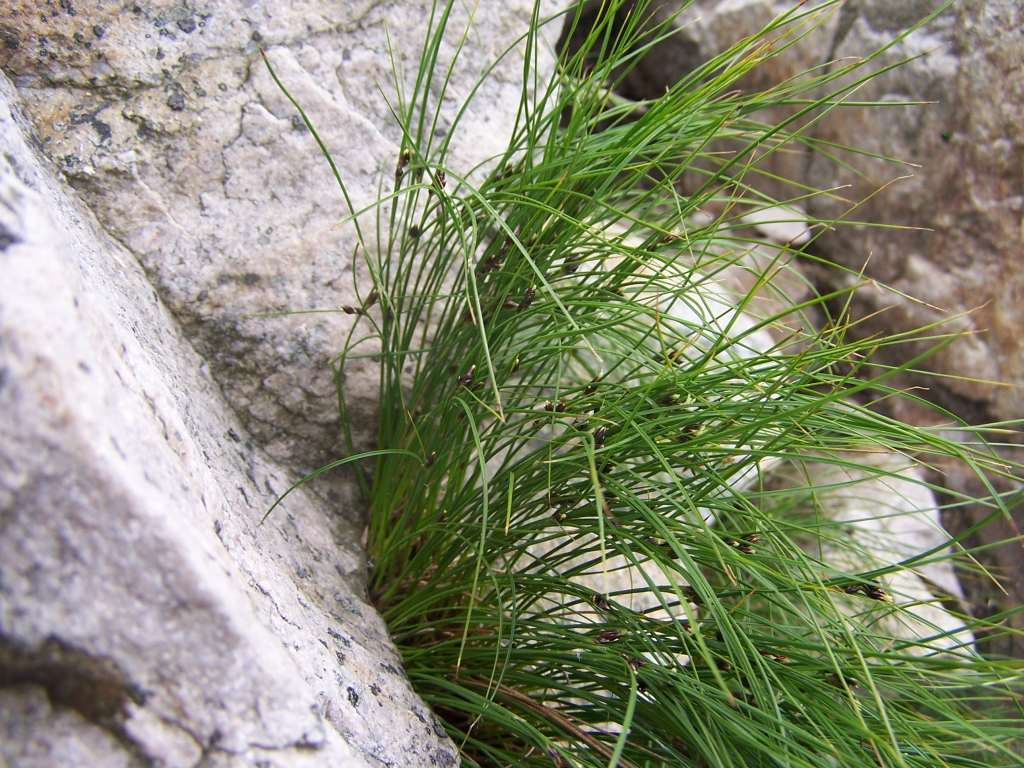
Dreiblatt-Binse in einer Felsspalte

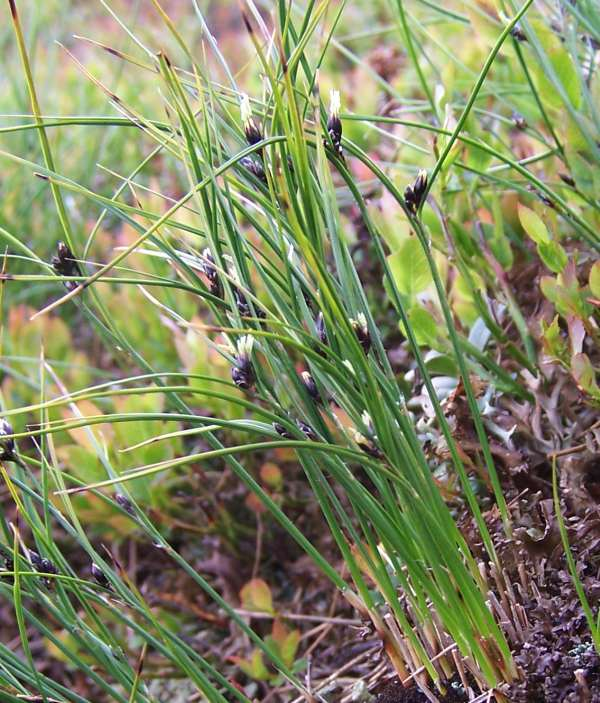
Dreiblatt-Binse in der Tatra

### Vegetative Merkmale
Die Dreiblatt-Binse ist eine wintergrüne, ausdauernde krautige Pflanze, die Wuchshöhen von 10 bis 30, selten bis zu 40 Zentimetern erreicht. Sie bildet kleine Horste oder Rasen. Die aufrechten Stängel sind bei Durchmessern von 0,5 bis 0,8 Millimetern fadendünn, stielrund, kaum gerillt und nur leicht behaart und am Grund mit nicht gitternervigen Blattscheiden ausgestattet. Die basalen Blattscheiden sind stroh-gelb bis hell-braun und schwach glänzend. An der Mündung der Blattscheiden sind 2 bis 4 Millimeter lange, fast bis zum Grunde in drei Teile wimperig zerschlitzte Öhrchen ausgebildet. Blatthäutchen (Ligulae) sind nicht vorhanden. Die Blattscheiden gehen manchmalt in eine bei einer Länge von bis zu 1 Zentimeter nur sehr kurze Blattspreite über. Die graugrünen Blattspreiten sind sehr dünn und halbzylindrisch-tiefrinnig.

### Generative Merkmale
Die Blütezeit reicht von Juli bis September. Der Blütenstand ist eine zwei- bis vierblütige Spirre. Sie wird von zwei bis drei Hochblättern deutlich überragt. Die rot-braunen Blütenhüllblätter sind mit einer Länge von 3 bis 4 Millimetern alle gleich lang und lanzettlich bis schmal-eiförmig mit einem lang zugespitzten oberen Ende oder die äußeren sind kurz begrannt. Meist ist ein grüner Mittelnerv vorhanden. Es sind sechs Staubblätter vorhanden. Die drei Narben sind grünlich-weiß, 2 bis 3 Millimeter lang und zurückgebogen.
Die rot-braune Kapselfrucht ist 2,2 bis 3,5 Millimeter lang und nach oben hin ziemlich plötzlich zugespitzt, manchmal auch gestutzt mit aufgesetztem Spitzchen. Sie überragen die Blütenhülle.
Die Chromosomenzahl beträgt 2n = 30.

## Ökologie
Bei der Dreiblatt-Binse handelt es sich um einen Hemikryptophyten. Als Lichtpflanze erträgt die Dreiblatt-Binse keine Beschattung. Sie ist ein Kältezeiger.
Die Bestäubung erfolgt durch den Wind (Anemophilie).

## Vorkommen
Die Dreiblatt-Binse ist in Europa, in Asien bis nach Sibirien, auf Grönland und in den östlichen USA verbreitet. Die Dreiblatt-Binse ist fast in ganz Europa verbreitet. Sie fehlt nur in den Ländern Portugal, Irland, Belgien, den Niederlanden, Dänemark, dem Baltikum, Ungarn und Moldau.
Im Süden Europas kommt die Dreiblatt-Binse nur in den Gebirgen in Höhenlagen von 1600 bis 3000 Metern vor. In Mitteleuropa erreicht sie Höhenlagen von in Graubünden am Piz Languard 3180 Meter und im Kanton Wallis bei der Hörnlihütte über Zermatt 3300 Meter.
In Deutschland kommt die Dreiblatt-Binse nur im Ostbayerischen Grenzgebirge und in den Alpen an wenigen Standorten vor. Im Bayerischen Wals steigt sie bis in eine Höhenlage von 760 Meter herab. In den Allgäuer Alpen steigt sie im Tiroler Teil an der Jöchelspitze bis zu Höhenlagen von 2100 Meter bis zu etwa 2200 Meter am Gipfel auf.
In den Gebirgen kommt sie nur in subalpinen bis alpinen Höhenstufen vor. Ihr ökologischer Schwerpunkt liegt auf trockenen bis frischen, stickstoffarmen bis stickstoffärmsten, kalkarmen, aber niemals stark sauren Böden in alpinen Rasen, Felsspalten und auf Geröll.
Die Dreiblatt-Binse wächst auf Felsen, in Felsspalten und in trockenen, mageren Rasen (Zwergstrauchheiden und Borstgrasrasen) sowie in Schneetälchen. Sie ist pflanzensoziologisch eine Charakterart der Klasse Juncetea trifidi.
Die ökologischen Zeigerwerte nach Landolt et al. 2010 sind in der Schweiz: Feuchtezahl F = 2 (mäßig trocken), Lichtzahl L = 5 (sehr hell), Reaktionszahl R = 1 (stark sauer), Temperaturzahl T = 1+ (unter-alpin, supra-subalpin und ober-subalpin), Nährstoffzahl N = 2 (nährstoffarm), Kontinentalitätszahl K = 4 (subkontinental).

## Taxonomie und Systematik
Die Erstveröffentlichung erfolgte 1753 unter dem Namen (Basionym) Juncus trifidus durch Carl von Linné in Species Plantarum, Band 1, Seite 326. Die Art wurde 2013 von Lenka Záveská Drábková und Jan Kirschner in Preslia Band 85, Teil 4, S. 499 als Oreojuncus trifidus (L.) Záv.Drábk. & Kirschner in die Gattung Oreojuncus gestellt.
Nach K. Kiffe 2000 wurden in Deutschland zwei Unterarten unterschieden, die Gewöhnliche Dreiblatt-Binse (Juncus trifidus L. subsp. trifidus) und die Wenigblütige Dreiblatt-Binse (Juncus trifidus subsp. monanthos (Jacq.) Asch. & Graebn.). Nach J. Kirschner et al. (2002) sind beides eigenständige Arten, Juncus trifidus L. und Juncus monanthos Jacq. Sowohl in der schweizerischen als auch in der österreichischen Flora werden die Arten getrennt. Nach Jan Kirschner 2013 wird die Dreiblatt-Binse in eine neu aufgestellte Gattung Oreojuncus Záv.Drábk. & Kirschner als Oreojuncus trifidus (L.) Záv.Drábk. & Kirschner und Juncus monanthos Jacq. als Oreojuncus monanthos (Jacq.) Záv.Drábk. & Kirschner eingeordnet.